# Chiesa di San Tommaso d'Aquino (Parigi)

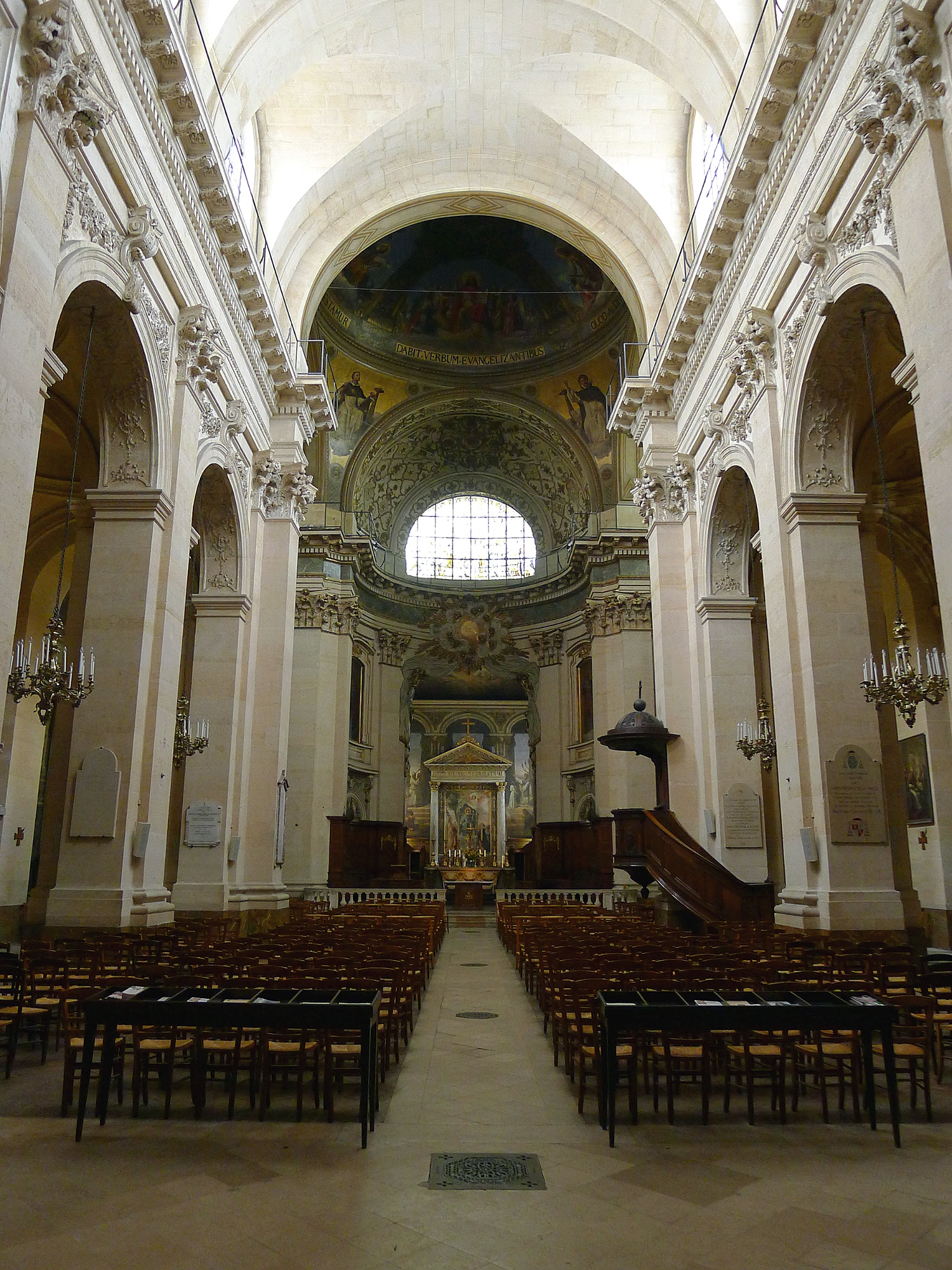
Navata

La chiesa di San Tommaso d'Aquino (Église de Saint-Thomas-d'Aquin in lingua francese) è una chiesa cattolica situata nel  VII arrondissement di Parigi, nel quartiere che da lei prende il nome. Si trova sull'omonima piazza tra la rue du Bac e il boulevard Saint-Germain.

## Storia
- 1632: Costruzione d'una cappella dei domenicani all'angolo della rue du Bac e del cammino delle vacche. Il monastero di San Tommaso d'Aquino fu fondato da Françoise de Saliné, figlia del signore d’Argombat, nata nel 1604 a Beaumont-de-Lomagne, il cui nome di religioso fu Françoise des Séraphins.
- 1682: Costruzione dell'attuale chiesa, su progetto dell'architetto Pierre Bullet. Consacrata nel 1683, fu dedicata originariamente a san Domenico di Guzmán.
- 1722: Costruzione del coro dei religiosi, oggi cappella Saint-Louis.
- Dal 1735 al 1739: Costruzione del noviziato dei domenicani, ancora chiamati jacobins, essendo stata la loro prima casa ubicata rue Saint-Jacques.
- 1791: La chiesa del convento viene elevata a chiesa parrocchiale e posta sotto il patronato di Tommaso d'Aquino.
- 1793: nel contesto della decristianizzazione, voluta dalla rivoluzione, che allora regnava, i religiosi furono espulsi.
- 1797: La chiesa, divenuto «Tempio della Pace», viene concessa ai Teofilantropi, poi al Club dei neo-Giacobini.
- 1802: La chiesa è restituita al culto cattolico in seguito al Concordato del 1801.
- 1804 (26 dicembre): Papa Pio VII celebra la messa nella chiesa di San Tommaso d'Aquino.
- 1818: Esequie di Gaspard Monge nella chiesa.
- 1923: Esequie di Philippe Daudet nella chiesa.
- 1 febbraio 1923: Esequie di Roland Delachenal, membro dell'Académie des inscriptions et belles-lettres e segretario della Société de l'histoire de France.
- 2010 (8 aprile): Esequie di SAS Principe Edouard de Lobkowicz.
- 2010 (13 agosto): Esequie dell'attore Bruno Cremer.
- 2013 (20 agosto): Esequie dell'avvocato francese Jacques Vergès.
- 2017 (13 ottobre): Esequie dell'attore Jean Rochefort.

## Interno
- Grandi organi originalmente opera di François-Henri Clicquot (1771)
- Dipinti murali della cupola di Blondel (1841)
- Decorazione dello sfondo della cappella Saint-Louis di François Lemoyne
- Altare San Vincenzo de' Paoli (1848)
- Ritratto di San Luigi di Luc-Olivier Merson, nella cappella Saint-Louis (1887)
- Vetrate di Édouard Didron e Langlade (1902)
- Dipinti del Guercino, Salvator Rosa, Jean Restout, Louis Lagrenée, Abel de Pujol.
- Statua della Vergine con Bambino di Gilles Guérin.

## Galleria d'immagini

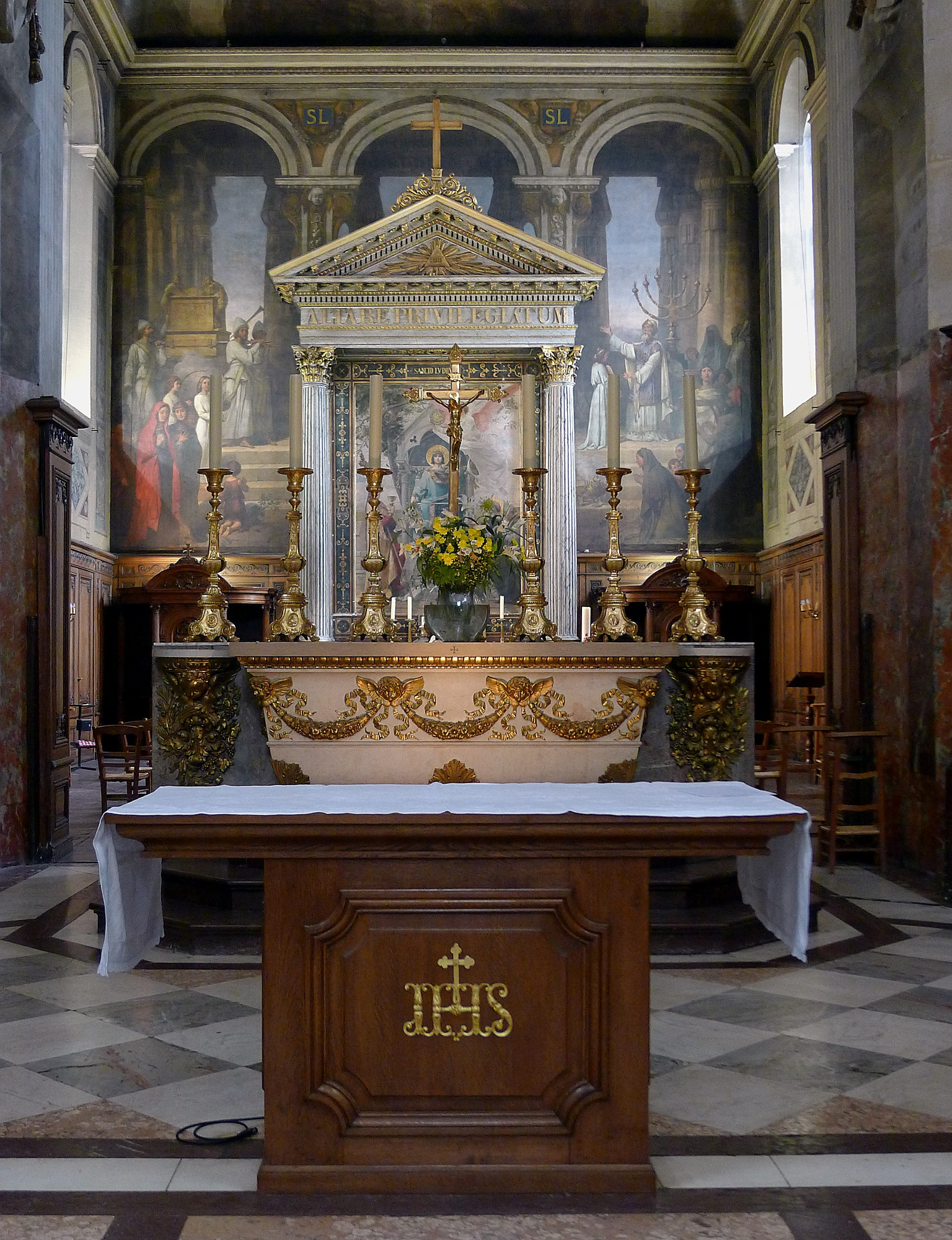
Altare del coro
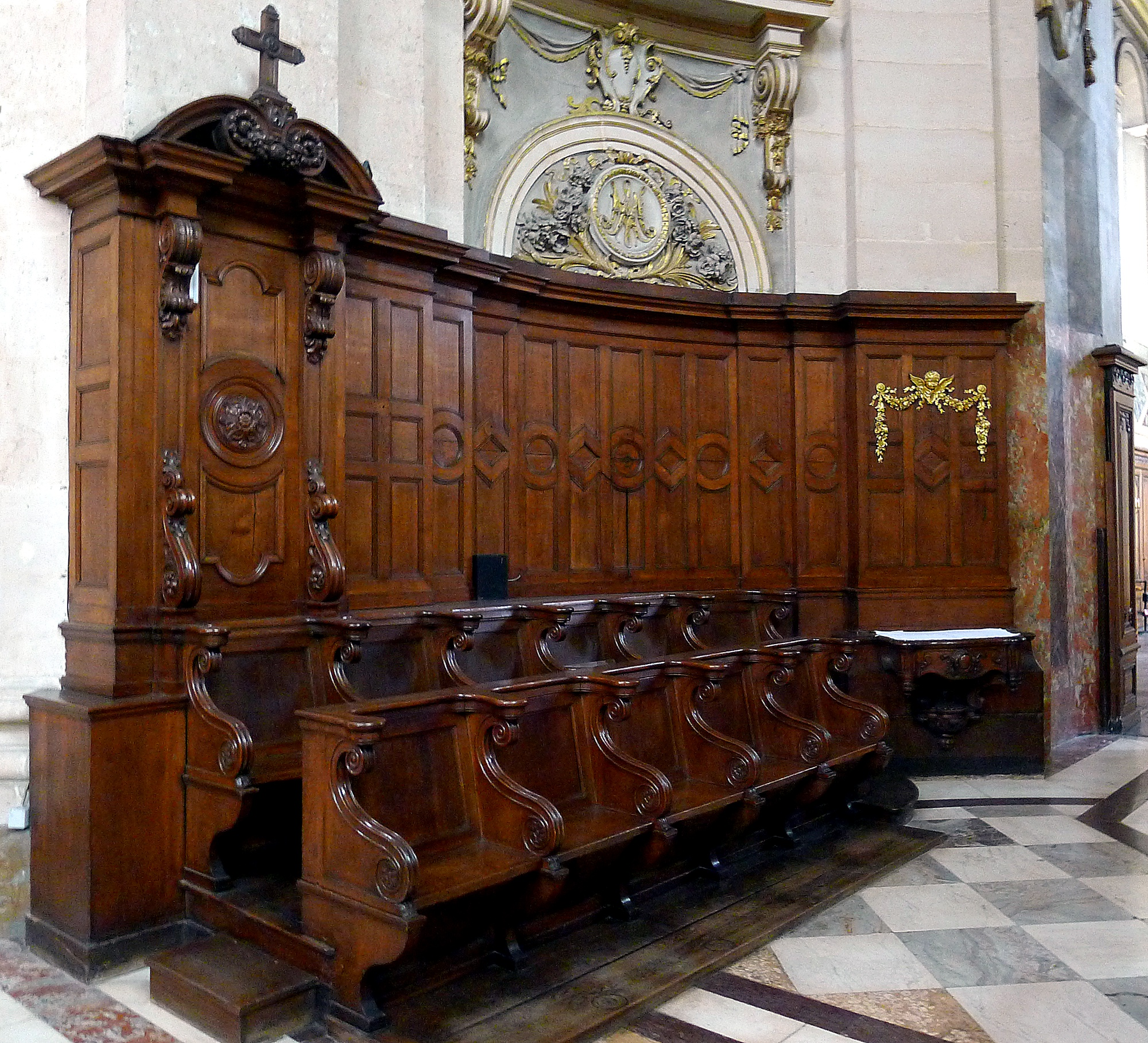
Banco d'opera del coro
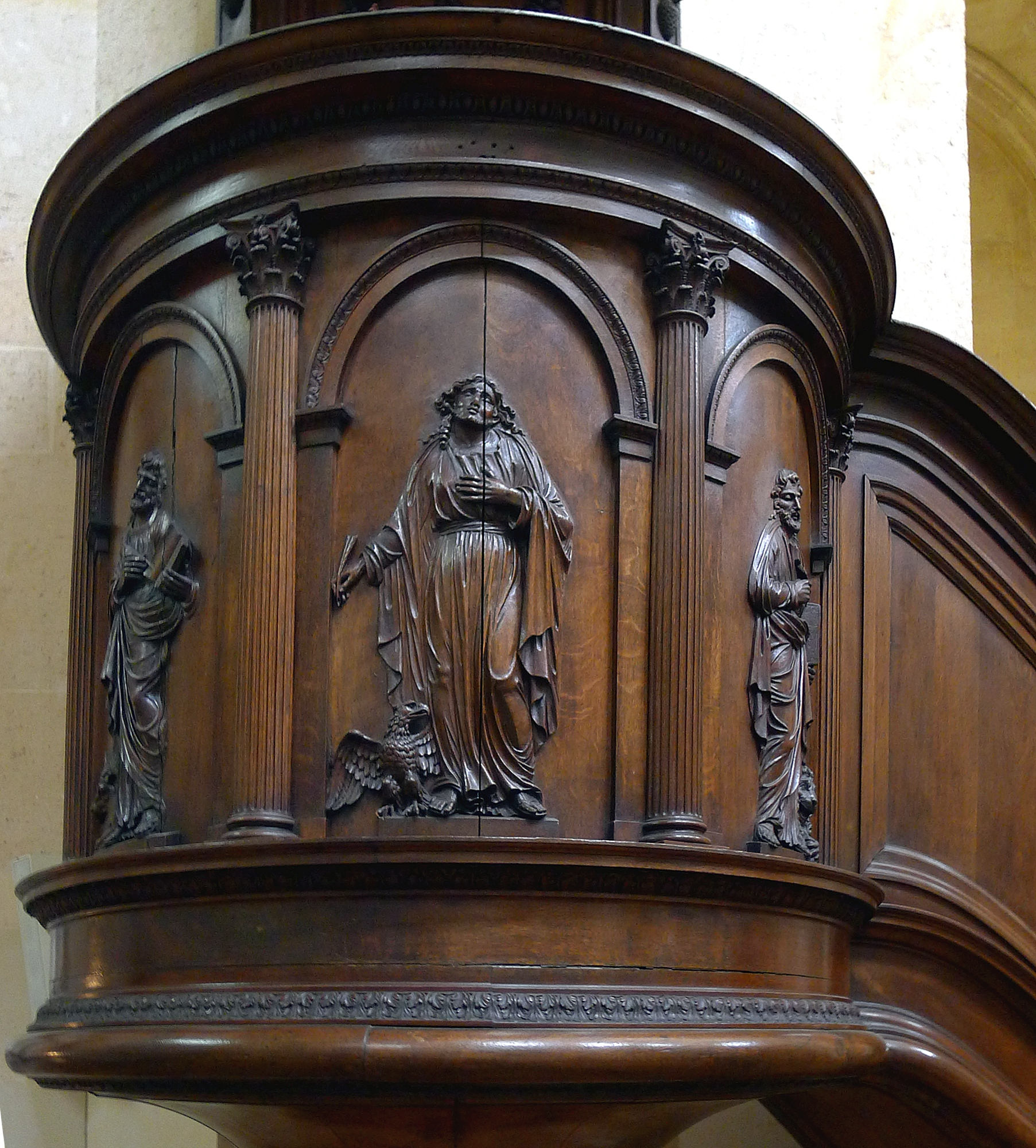
Pulpito
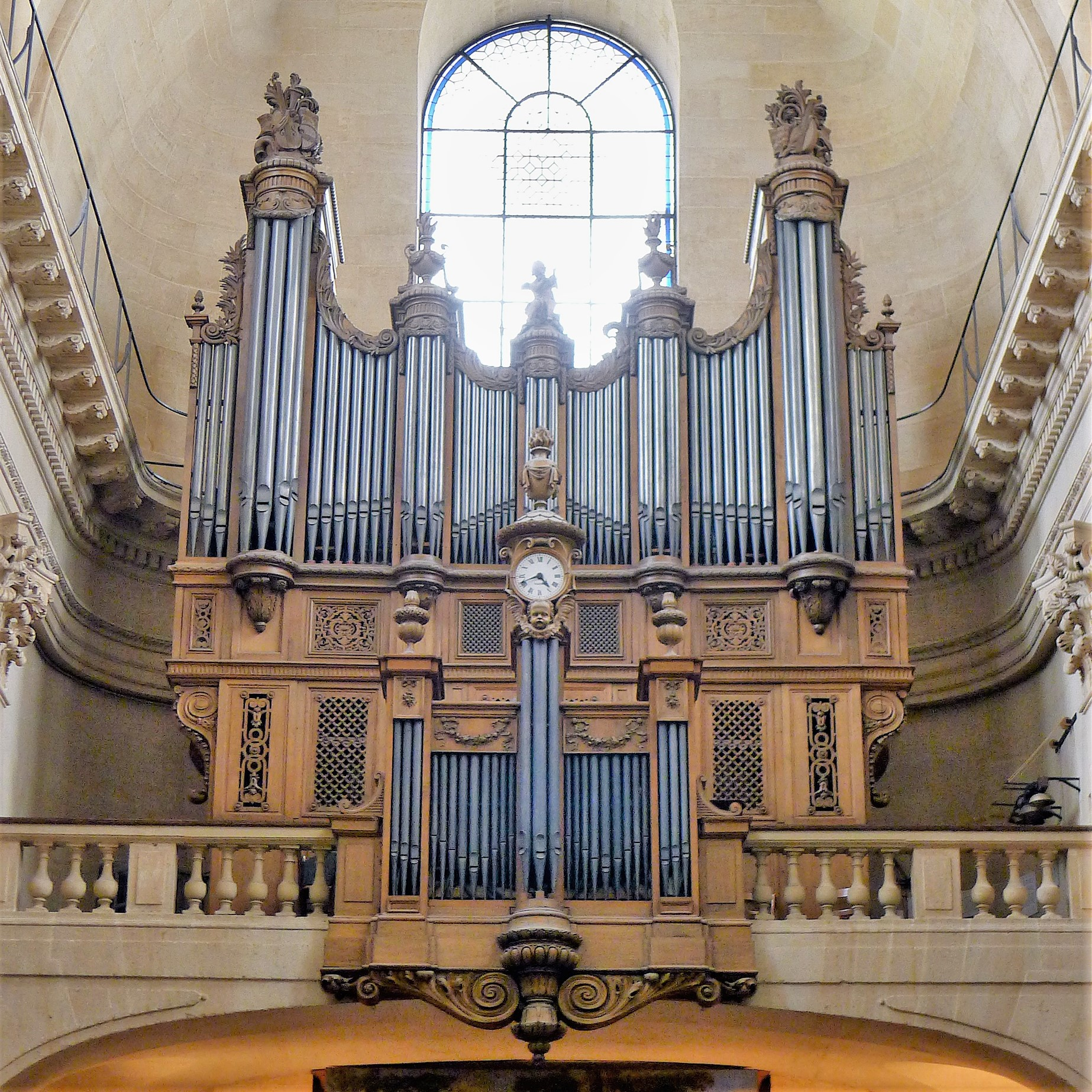
Organo della tribuna

## La chiesa nella cultura di massa
- L'interno della chiesa funge da luogo d'incontro tra il personaggio principale e un mercenario nell'episodio 16 della 5ª stagione della serie televisiva Castle.

## Metropolitana
La stazione del Metrò più vicina è Rue du Bac della linea , a due isolati di distanza (incrocio tra Boulevard Saint-Germain e Boulevard Raspail).